# Баранська (річка)
Бара́нська — річка в Україні, в межах Дубенського району Рівненської області. Права притока Слонівки (басейн Прип'яті).

## Опис
Довжина 14 км. Річка типово рівнинна, похил приблизно 1 м/км. Долина широка і неглибока. Річище слабозвивисте, на значній протяжності каналізоване і випрямлене. 
Споруджено кілька невеликих ставків. Ставки в Михайлівці, Гнильчі, Крупці зарегульовують течію, в окремі роки вони майже зовсім пересихають. Але течія поповнюється з джерел, які утворились в давні часи в каналі, що зв'язував замкові рови (нині зруйнованого замку містечка Крупець) з річкою. Ці джерела в минулому столітті пересихали лише кілька разів. Вони, по суті, і є початком Баранської. В 2015 році після довгої перерви вони знову пересохли, а через це і річка протягом кількох кілометрів.

## Розташування
Баранська бере початок на південний схід від села Михайлівки. Тече в межах Бродівської рівнини переважно на захід і північний захід. Біля села Гайки в неї впадає річка Вапнярка (Біла Криниця), витік якої знаходиться на східній окраїні Крупця (на сучасних мапах обидві річки показані як однойменні притоки р. Баранської). Потім Баранська впадає до Слонівки при південно-східній частині села Сестрятин. 
Над річкою розташовані села: Михайлівка, Гнильче, Крупець, Гайки, Баранне, Сестрятин. Ще в першій половині минулого століття на річці в селах Крупець, Гайки і Баранне були греблі та діяли водяні млини.

## Природа
В річці водяться видри, бобри, ондатри, водяні щурі, вужі, характерні для Полісся види риб, трапляються болотяні черепахи, на прилеглих луках — біла і сіра чаплі, лелеки, лебеді, качки і інші види дрібніших птахів. При проведенні меліорації прилеглі луги були розорані, тому рослинний світ змінився. Наприклад, журавлина і лепеха (аїр) зникли зовсім, чемериця і зозулинець стали рідкістю. В останні роки на колишніх болотах у місцях, де не випасають худобу і не проводиться сінокосіння, розпочався процес заліснення вільхою, березою і верболозами. 